# Phasia diversa
Phasia diversa là một loài ruồi trong họ Tachinidae.